# 圣剑传说DS 玛娜之子
《圣剑传说DS 玛娜之子》是2006年在掌上游戏机任天堂DS发行的动作角色扮演游戏。其由史克威尔艾尼克斯和Nex娱乐开发，史克威尔艾尼克斯和任天堂发行。这是圣剑传说系列第六部作品，是玛娜世界子系列的首部作品，其前作为2003年的《新约 圣剑传说》。《玛娜之子》采用高度奇幻的世界观，讲述四名年轻英雄和入侵的怪物战斗，了解毁灭他们家族之大变灾的故事。
《玛娜之子》除了延续圣剑传说前作的即时战斗等动作角色扮演游戏元素外，还更加关注用户友好度。和早期圣剑传说作品不同，《玛娜之子》采用更注重动作的迷宫，玩家通过完成随机生成的关卡推进游戏。主线和支线任务皆需要玩家杀过迷宫、击败头目，之后返回中央的玛娜之村。如同大多数前作，游戏支持本地多人合作游戏。
《玛娜之子》由系列创作人石井浩一设计、伊藤芳樹监督。游戏首周销量10万套，获得一般的商业成功。评论对美丽图形和独特的音乐表示称赞，但对简单重复的战斗和薄弱的故事表示批评。

## 玩法
《圣剑传说DS 玛娜之子》和之前的圣剑传说游戏类似，都采用俯视视角，玩家角色在场景中和敌对生物战斗。玩家从四名角色中选择其一为主人公。每名角色都有四类能力值——魔法的伤害力、攻击的速度、生命值和魔法值的高低——每类分为五个星级。除却少量角色专用任务外，角色选择对情节几无影响。和系列前作不同的是，主人公在游戏中没有伙伴；不过多人模式可让至多四名玩家合作游戏，每名玩家的画面都会显示全部角色。多人模式仅能通过本地WiFi连接，且纪录在主人玩家的游戏中保存。
和更标准的动作角色扮演游戏系列前作不同，《玛娜之子》是迷宫探索游戏，操作时间大多花费在指定场所而非开放世界的地图。玩家在世界地图上选择前去的场所。各个区域的首要目标是清理迷宫中的怪物。每个迷宫都划分为多个随机生成的楼层，前往下一层必须找到光之水滴，并将之放到发亮的传送点光之泉。玩家只有完成之前的迷宫，才能来到最终层和头目对战。除非角色死亡或脱出迷宫，则不能回到之前的楼层；退出迷宫后下次又会从头开始迷宫。玩家不闯迷宫时，可以在玛娜之村的商店购买装备。玩家还可在穴熊的商店接村民的支线任务，之后重回迷宫挑战。任务模式的迷宫会有些许变化：玩家的起始位置未必相同、层数也不一样、怪物和头目怪兽亦有不小变化。类似主线任务，穴熊的任务包括清理迷宫怪物、或是从迷宫尽头拿到特定道具。
游戏沿用之前圣剑传说游戏的即时战斗机制。游戏有剑、链条、弓和锤这四种能力各异的武器。玩家可以同时使用两种武器攻击，同时四名可选角色皆可使用任意武器。玩家可以随时切换装备的武器。每种武器都有普通攻击、特殊攻击和蓄力攻击。蓄力攻击威力最强，但需要将蓄力槽集满，集气的方法是用普通攻击敌人并对其造成伤害。不同的武器对环境的效果不同，比如锤子可以砸破罐子。此外玩家还可以从八种元素选择其一，不同的元素会带来各异的魔法攻击，或是给武器攻击附加魔法强化。玩家可以在玛娜之村切换元素。装备魔法辉石可以强化魔法威力，并提升玩家的能力值。

## 情节

### 设定与角色
《圣剑传说DS 玛娜之子》设定于世界Fa'diel，世界包括五块大陆Jadd、Topple、Wendell、Ishe、Lorimar以及岛屿Illusia。游戏从Illusia岛屿中心的玛娜之树开始。在多年以前，玛娜之树底部发生了“大变灾”，许多人失去了生命。在事件中，一名勇敢的男孩与一名女孩使用玛娜之剑封印了灾难。现在，一组孤儿出发探索那场杀死家人事件的详情。
《玛娜之子》有四名主人公，分别是Ferrik、Tamber、Poppen和Wanderer。他们都生活在玛娜之树附近的玛娜之村。Ferrik是15岁的男孩，勇敢、开朗。他在大变灾中失去了双亲和姐姐；在被骑士救出后，他开始磨炼剑技。Tamber是16岁的女孩，真诚、正义而成熟。他在大变灾周公失去双亲和弟弟；她的武器是弓。Poppen是9岁的男孩，顽强而无畏，他的母亲在生下他后离世，父亲在大变灾中死去；他的武器是链。Wanderer是一名行商，是系列中例行出现的角色。他是Niccolo族的兔/猫人，在大变灾中因Lorimar王失去了家庭；他选择的武器是锤。

### 故事
一日，一道电闪，裂开了玛娜之树下的石碑，扭曲了时空。英雄前往玛娜之塔，寻找并救回前去祈祷的好友，女祭司Tess。在一名元素精灵的伴随下进入塔后，英雄发现塔中出没大批怪物。在杀到塔顶后，英雄找到了受怕但安然无恙的Tess。突然一只巨鸟出现并袭击二人。英雄对其攻击，但无法打破那只鸟的护照。突然一把剑从天空落下，破坏了鸟的屏障，英雄得以伤害此鸟。正在将鸟击败之时，一名神秘的黑衣男子出现，并企图带走圣剑，然而插在地上的剑产生屏障，阻止他将剑拔走。男人消失后，英雄也尝试拔剑，但这次没有屏障弹开他，原来这是传说中的玛娜之剑。
在从玛娜之塔返回后，英雄发现三道神秘的光落向了Topple、Jadd和Lorimar。在询问村长后，英雄调查这些地方，并发现充满怪物的迷宫尽头出现了巨大的怪物。在完成这三项任务后，神秘男再度出现并自称玛娜之王。他夺走了玛娜之剑，并在Wendel掀起了大风暴。英雄为阻止玛娜风暴，前往和玛娜之王战斗。正在玛娜领主杀死英雄之时，一堆辉石出现在英雄周围，挡住了他的攻击。玛娜之王接着决定绑架Tess并消失。
再回到玛娜之村后，英雄走上玛娜之树根部下的生命之路。在路的尽头，英雄看到在此等待的玛娜之王，二人展开了战斗。玛娜之王在被击败后称，他是在大变灾中拯救世界的两名玛娜之子之一，他不想伤害任何人，而只是想达成他被创造出来的原因：“让玛娜之力充满世界”。他告诉英雄，另一名玛娜之子正在世界制造灾难，必须要阻止他。他将玛娜之剑还给英雄，并跳下悬崖自杀。力量的变化让天空出现裂隙，第二名玛娜之子正在那里等待。英雄将第二名玛娜之子击败，让世界恢复和平。
之后，Illusia要摆脱给Tess和元素精灵照顾，其他人必须离开。Moti说，Illusia要受到天堂般的保护，人类多年不再回来。他们乘船朝向Jadd，在新世界开始新的生活。

## 开发
史克威尔艾尼克斯在2003年开始发展“多态内容”的营销战略，即“将知名资产搬上多款平台，让产品尽可能面向更广泛的用户”。最终幻想VII补完计划是之中最早的项目，同时史克威尔艾尼克斯还计划，同时通过开发其它类型的游戏，将至扩展到其他系列。虽然当时项目中并未公布圣剑传说系列，但2004年下半年的消息称，有一部开发中的未定名圣剑传说将在任天堂DS平台推出。史克威尔艾尼克斯在2005年上半年公布了“玛娜世界”计划，将“多态内容”理念应用于圣剑传说系列，计划包括多款不同类型不同平台的游戏；这些作品皆非之前游戏的前后传，但在主旋律会有联系。本作是计划的首部作品，也是圣剑传说系列的第6部作品，游戏标题“圣剑传说DS 玛娜之子”于2005年9月公布。
《玛娜之子》由Nex娱乐开发和史克威尔艾尼克斯合作开发，Nex娱乐之前开发过光明系列的迷宫探索游戏。游戏由系列创作人石井浩一设计，伊藤芳树监督，青山胜治制作。游戏开场影片由Production I.G制作。游戏一开始就设计为利用DS机能优势，“对所有人都有趣的动作类型游戏”。石井格外注重创作真正的多人合作游戏，这个愿望从系列第二作《圣剑传说2》（1993）就延续了下来。不过为了和《圣剑传说2》的本地多人模式保持一致，营造玩家和邻近而非远方之人互动的体验，他选择不用DS的任天堂Wi-Fi功能。在设计多人模式时，他还营造了混乱的兴奋，比如玩家可互动而无需专注于困难或彼此竞争。游戏部分设计选择意味更注重都动作成分，比如攻击会让敌人飞过屏幕，玩家可以同时使用按键和触控笔可简化操控，并可直接控制行动方向。随机生成迷宫的机制亦是为此。虽然石井称系列游戏仅仅有主题程度的联系，但他也在采访中表示，《玛娜之子》设定于2007年游戏《圣剑传说4》所述大变灾情节的10年后。
《玛娜之子》由伊藤贤治、岩田匡治和相原隆行谱曲。伊藤曾为圣剑传说首作《圣剑传说 ～最终幻想外传～》及其2003年重制版《新约 圣剑传说》作曲。这是岩田和相原首部谱曲的圣剑传说游戏，不过岩田之前有参与多款史克威尔艾尼克斯游戏的配乐。游戏音乐曲风多样，包括摇滚、爵士和古典乐。史克威尔艾尼克斯音乐在线的克里斯·格林宁称，受任天堂DS硬件的限制，并非所有的合成乐器都“非常有美感或逼真”。专辑《圣剑传说DS 玛娜之子原声音乐》收录了33首《玛娜之子》中的曲目，分为两碟合计约1.5小时。专辑由史克威尔艾尼克斯于2006年5月9日在日本iTunes商店上架，没有独立的实体专辑发行。

## 评价
《圣剑传说DS 玛娜之子》在日本头三日——3月2日至3月5日——售出10.3万套，低于预期销量，部分原因是任天堂DS主机短缺。据Enterbrain统计，游戏到2006年年底时售出281,083套。游戏获媒体褒贬不一的评价，折算为百分制后的媒体评分从58到90不等。以图像为首的游戏呈现获得称赞，GameSpot的格雷戈·缪勒称“诱人的视觉风格是《玛娜之子》的可取之处”。GamesRadar的雷蒙德·帕迪拉对游戏“美丽而独特的画风”表示称赞，1UP.com的杰里米·帕里什亦表示画面“几乎很可爱”。IGN的马克·保桑和RPGFan的尼尔·钱德兰将游戏比喻为绘画和故事书。游戏音乐亦获称赞；保桑称其“相当出众”，钱德兰亦谓之“很好”，缪勒也表示其“和游戏基调搭配的相当出色”。
缪勒等对重复的游戏性普遍表示批评。缪勒称“没有打破清迷宫的单调”，Eurogamer的罗布·费伊也表示游戏重复平淡。GamePro总结称“《玛娜之子》败在其重复性”，钱德兰认为大多数玩家游戏未过半就已厌倦。日本《周刊Fami通》的评论虽然打出了特别高的分数，但认为游戏无法和系列之前的作品相比。保桑的评价相对于其他评价较为积极，认为多人模式补足了薄弱的游戏性，称“游戏的娱乐价值因多人模式而跨越式提升”，费伊也轻度同意此观点。
除了清迷宫的游戏性外，战斗自身也遭评论者批评，帕迪拉成“武器使用是本游戏最令人失望的一面”。费伊和缪勒认为战斗起初很有趣，但很快就因其简单而变得无聊。钱德兰还称战斗中的魔法很难派上用场，更降低了游戏复杂性。钱德兰和GamePro皆对“稀疏而缓慢”的故事表示批评，费伊称故事“深度薄如蝉翼，企图联系住一切但惨遭失败”，仅是结合了一些角色扮演游戏的陈腔滥调。帕迪拉概括称，虽然游戏有一些不错的要素，但最终没有达到其作为圣剑传说游戏的潜能。